# Včelnička
Včelnička (německy Bienental) je obec v okrese Pelhřimov v Kraji Vysočina. Žije zde 249 obyvatel.

## Historie
První písemná zmínka o obci pochází z roku 1379.

## Obyvatelstvo
| Rok            | 1869 | 1880 | 1890 | 1900 | 1910 | 1921 | 1930 | 1950 | 1961 | 1970 | 1980 | 1991 | 2001 | 2011 | 2021 |
| -------------- | ---- | ---- | ---- | ---- | ---- | ---- | ---- | ---- | ---- | ---- | ---- | ---- | ---- | ---- | ---- |
| Počet obyvatel | 380  | 480  | 524  | 573  | 401  | 371  | 349  | 298  | 334  | 296  | 215  | 186  | 196  | 179  | 236  |
| Počet domů     | 43   | 47   | 47   | 48   | 50   | 50   | 59   | 73   | 72   | 67   | 61   | 77   | 80   | 91   | 106  |

## Obecní správa a politika
V letech 1869–1890 Včelnička patřila jako osada obce k Bohdalínu v okrese Pelhřimov. V letech 1900–1980 byl obcí v okrese Kamenice nad Lipou (1900–1950) a později opět v okrese Pelhřimov. Od 1. července 1980 do 23. listopadu 1990 patřil jako část města ke Kamenici nad Lipou a od 24. listopadu 1990 je opět samostatnou obcí.

### Politika
V letech 2006–2010 působil jako starosta Pavel Karger, od roku 2010 tuto funkci zastává Milena Hronová.

### Obecní symboly
Znak byl obci udělen rozhodnutím předsedy Poslanecké sněmovny Parlamentu České republiky dne 23. listopadu 1995.

## Pamětihodnosti
- Kaple se sochou sv. Jana Nepomuckého
- Kříž na poli

## Galerie

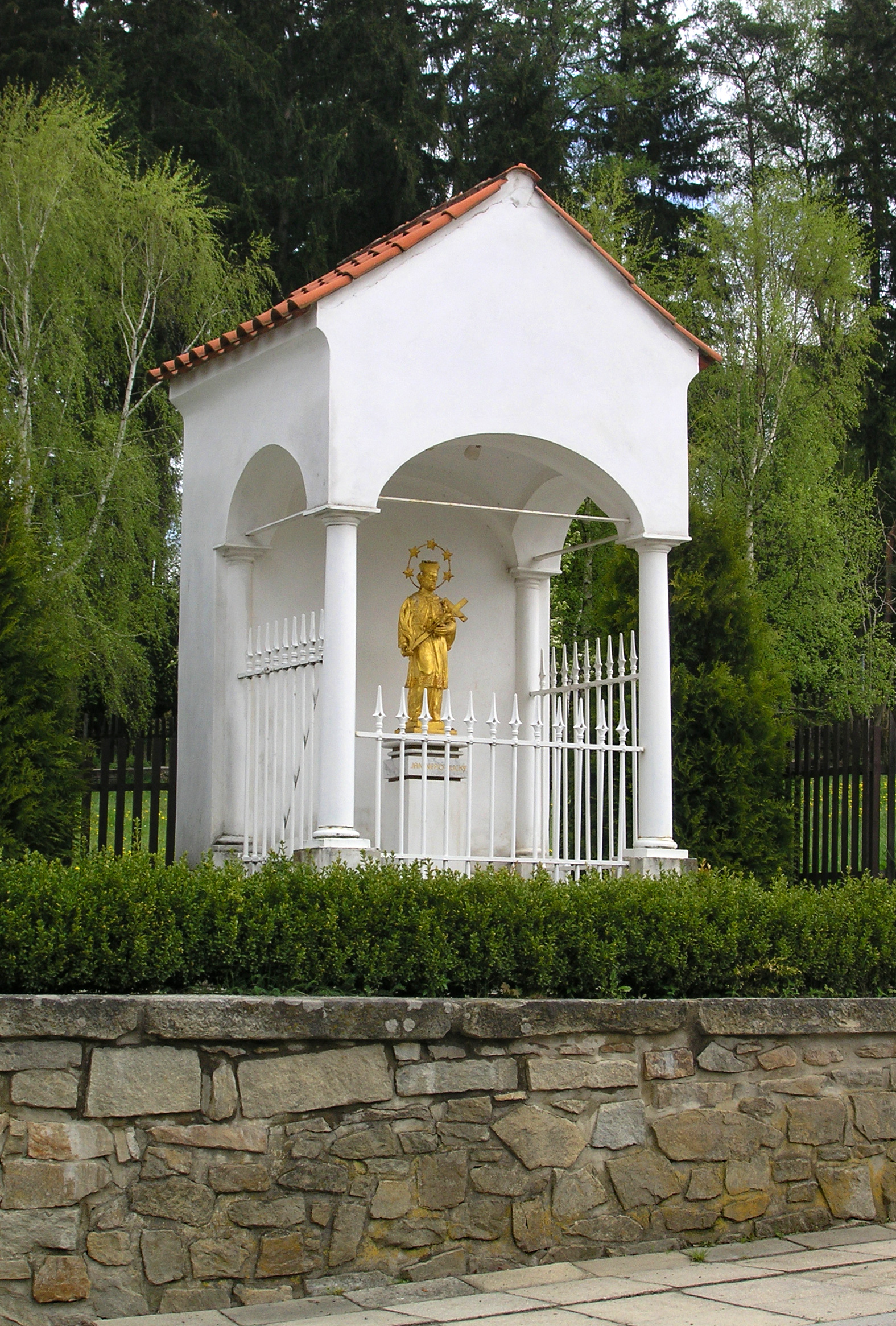
Kaple se sochou sv. Jana Nepomuckého
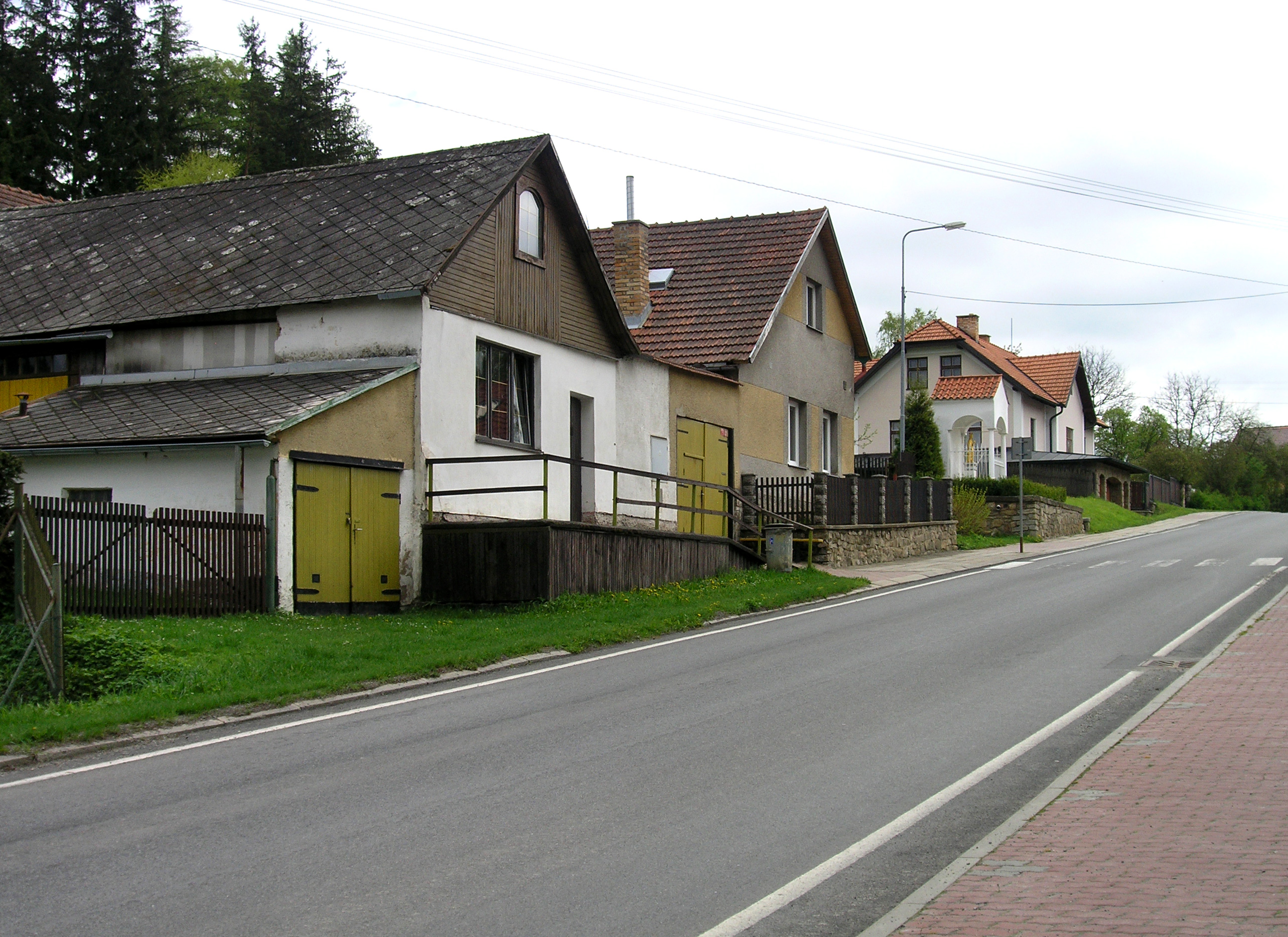
Východní část obce